# باشگاه بسکتبال هیئت شهرکرد
باشگاه بسکتبال هیأت شهرکرد نام باشگاه بسکتبال در شهر شهرکرد می‌باشد. این تیم هم‌اکنون در لیگ دسته اول بسکتبال ایران حضور دارد.